# Stephen Flynn

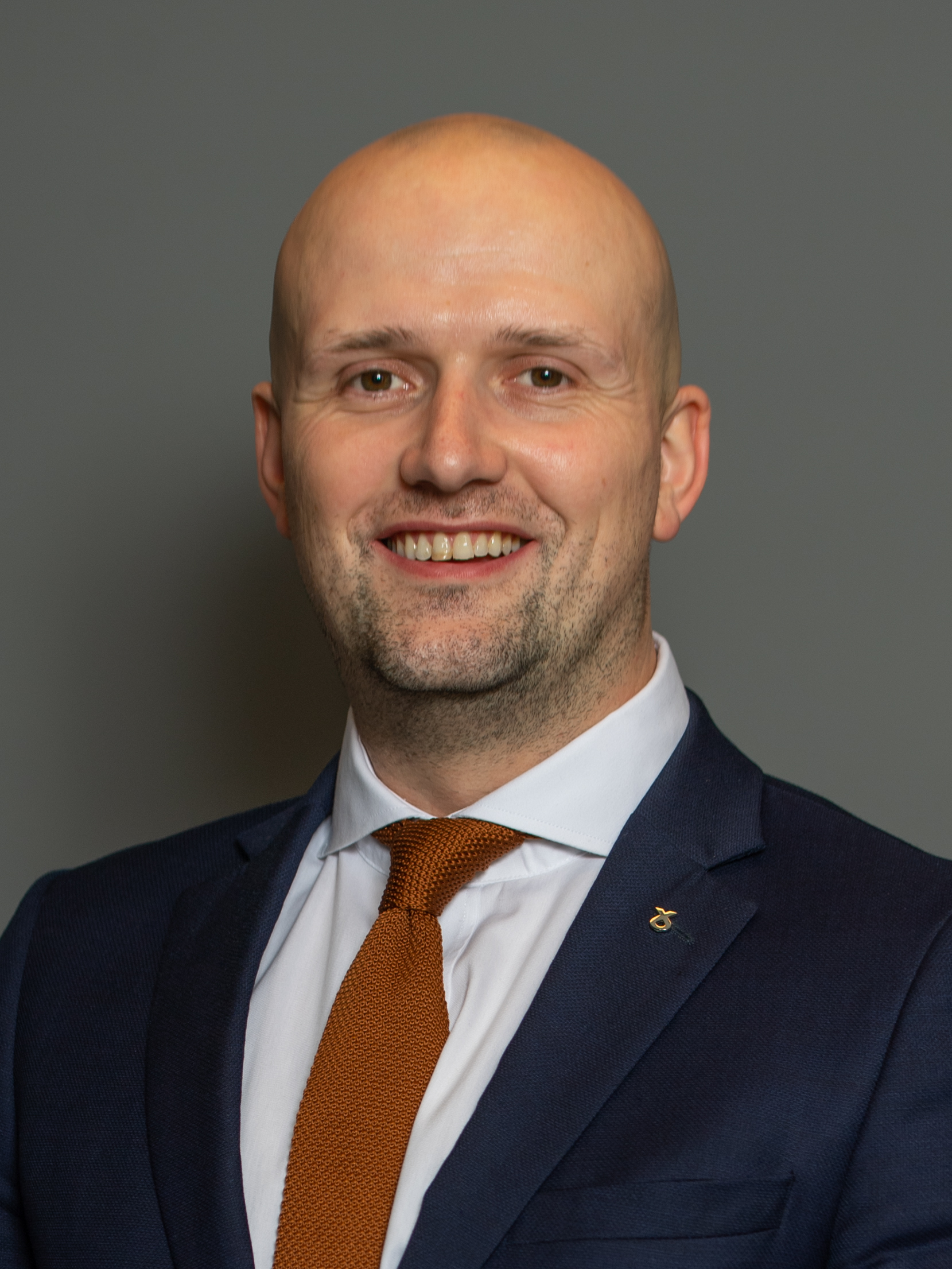
Stephen Flynn, 2022

Stephen Mark Flynn (Dundee, 13 oktober 1988) is een Brits politicus voor de Scottish National Party (SNP). Hij is sinds 2019 het lid van het Britse Lagerhuis voor het kiesdistrict Aberdeen South. In december 2022 volgde hij Ian Blackford op als leider van de SNP fractie in het Lagerhuis. 

## Biografie
Flynn studeerde aan de Universiteit van Dundee. Hij heeft een Master of Arts (MA) in geschiedenis en politicologie, en een Master of Letters (MLitt) in internationale politiek en veiligheid.
Hij werd in 2015 voor de SNP verkozen in de gemeenteraad van Aberdeen en was daar van 2016 tot  2019 leider van de SNP-fractie. Bij de Lagerhuisverkiezingen van 2019 werd hij gekozen in het kiesdistrict  Aberdeen South. Hij werd op februari 2021 de woordvoerder van de SNP voor economische zaken, energie en industriële strategie.
Toen Ian Blackford in december 2022 aankondigde te willen terugtreden als fractieleider, stelde Flynn zich kandidaat om hem op te volgen. Hij werd op 6 december 2022 gekozen tot SNP-fractieleider in het Lagerhuis.